# Aqabaviken
Aqabaviken (arabiska: خَلِيجُ ٱلْعَقَبَةِ, Khalij al-Aqaba), även: Akabaviken eller Eilatviken (hebreiska: מפרץ אילת, Mifrats Eilat), är den nordöstliga viken av Röda havet mellan Arabiska halvön och Sinaihalvön. Vikens angränsande stater är Egypten, Israel (med staden Eilat), Jordanien (med staden Aqaba som givit viken sitt namn) samt Saudiarabien. Aqabaviken är cirka 177 kilometer lång och på bredaste stället 27 kilometer. Den är betydligt smalare men djupare än Röda havets andra vik i norr, Suezviken. Vikens korallrev är ett dykparadis för turister.
Viktigare städer kring viken är Taba (Egypten), Eilat (Israel) och Aqaba (Jordanien) vid vikens nordspets. Den största saudiarabiska staden är Haql. På Sinaihalvön är Dahab och längre söderut Sharm el-Sheikh de största kustorterna vid Aqabaviken.